# Imigração guianesa no Brasil
A imigração guianesa no Brasil é pouco expressiva em comparação com a de outros povos da América do Sul como bolivianos, paraguaios, argentinos e peruanos. Instalados, em sua maioria, em estados da região norte do Brasil, a maioria fica de forma temporária e por motivos de trabalho ou estudos.